# Alliance rurale
Alliance rurale est une liste de candidats qui s'est présentée lors des élections européennes de 2024 en France.
La liste regroupe des représentants de différents partis politiques, dont Résistons. Elle regroupe des personnalités comme Jean Lassalle (président de Résistons), Denise Leiboff (présidente de la Fédération nationale des communes pastorales) ou Willy Schraen (président de la Fédération nationale des chasseurs),.
Un temps sollicité, le chef étoilé Pierre Gagnaire n'a pas participé à la liste.
Lors du scrutin du 9 juin 2024, la liste est créditée de 582 894 suffrages, soit 2,35 %. Elle n'obtient aucun siège de député au Parlement européen.